# DR-Baureihe 185
In den Nummernbereich 185 ordnete die Deutsche Reichsbahn bei der Einführung der EDV-Nummerung zum 1. Juli 1970 entsprechend dem Baureihenschema die vierachsigen Triebwagen älterer Produktion ein.
| EDV-Nummer | DR-Betriebsnummer | urspr. Betriebsnummer        | Bemerkung                                                                                |
| ---------- | ----------------- | ---------------------------- | ---------------------------------------------------------------------------------------- |
| 185 001    | VT 137 031        |                              | Einheitstriebwagen mit Essener Grundriss                                                 |
| 185 002    | VT 137 035        |                              | Einheitstriebwagen mit Essener Grundriss                                                 |
| 185 003    | VT 137 058        |                              | Einheitstriebwagen mit Eilzugwagengrundriss                                              |
| 185 004    | VT 137 060        |                              | Einheitstriebwagen mit Eilzugwagengrundriss                                              |
| 185 005    | VT 137 061        |                              | Einheitstriebwagen mit Eilzugwagengrundriss                                              |
| 185 006    | VT 137 064        |                              | Einheitstriebwagen mit Eilzugwagengrundriss                                              |
| 185 007    | VT 137 065        |                              | Einheitstriebwagen mit Eilzugwagengrundriss                                              |
| 185 008    | VT 137 069        |                              | Einheitstriebwagen mit Eilzugwagengrundriss und vergrößertem Gepäckraum                  |
| 185 009    | VT 137 088        |                              | Einheitstriebwagen mit Essener Grundriss                                                 |
| 185 010    | VT 137 092        |                              | Einheitstriebwagen mit Essener Grundriss                                                 |
| 185 011    | VT 137 096        |                              | Einheitstriebwagen mit Einheitsgrundriss                                                 |
| (185 012)  | VT 137 101        |                              | Einheitstriebwagen mit Einheitsgrundriss; später als Dienstwagen umgezeichnet zu 185 257 |
| 185 013    | VT 137 105        |                              | Einheitstriebwagen mit Einheitsgrundriss                                                 |
| 185 014    | VT 137 167        |                              | Einheitstriebwagen mit Einheitsgrundriss                                                 |
| 185 015    | VT 137 189        |                              | Einheitstriebwagen mit Einheitsgrundriss                                                 |
| 185 016    | VT 137 195        |                              | Einheitstriebwagen mit Einheitsgrundriss                                                 |
| 185 017    | VT 137 197        |                              | Einheitstriebwagen mit Einheitsgrundriss                                                 |
| 185 018    | VT 137 198        |                              | Einheitstriebwagen mit Einheitsgrundriss                                                 |
| 185 019    | VT 137 199        |                              | Einheitstriebwagen mit Einheitsgrundriss                                                 |
| 185 020    | VT 137 211        |                              | Einheitstriebwagen mit Einheitsgrundriss                                                 |
| 185 021    | VT 137 213        |                              | Einheitstriebwagen mit Einheitsgrundriss                                                 |
| 185 022    | VT 137 220        |                              | Einheitstriebwagen mit Einheitsgrundriss                                                 |
| 185 023    | VT 137 366        |                              | vor Umzeichnung ausgemustert                                                             |
| 185 024    | VT 137 560        | Niederbarnimer Eisenbahn T 5 | Dessauer Waggonfabrik; Achsfolge (A1A) Bo’                                               |
| 185 025    | VT 137 566        | NWE T 3                      | falsche Einordnung 1978 umgezeichnet zu 187 025                                          |
| 185 253    | VT 137 033        |                              | Einheitstriebwagen mit Essener Grundriss                                                 |
| 185 254    | VT 137 099        |                              | Dienstwagen Präsident der Rbd Greifswald                                                 |
| 185 255    | VT 137 100        |                              | Dienstwagen Präsident der Rbd Dresden                                                    |
| 185 256    | VT 137 527        | Prenzlauer Kreisbahnen T 02  | Dienstwagen Präsident der Rbd Schwerin                                                   |
| 185 257    | VT 137 101        |                              | Dienstwagen DDR-Regierung, ursprünglich als 185 012 eingeordnet                          |